# Tinta invisible

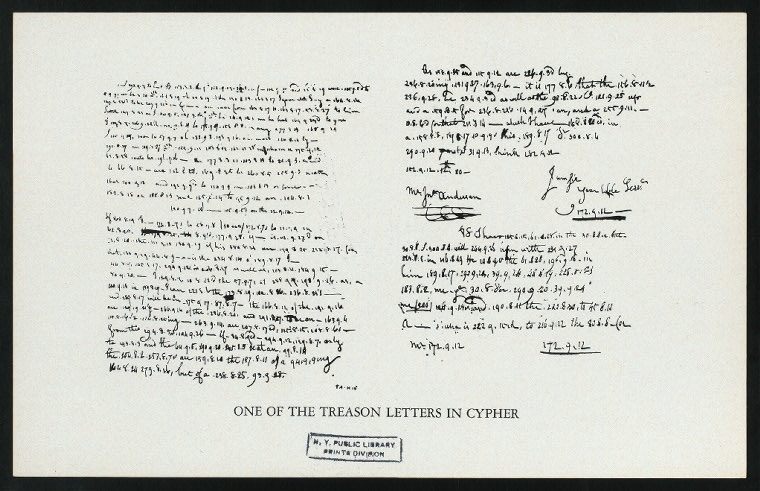
Carta codificada de Benedict Arnold, escrita originalment amb tinta invisible. L'escriptura a mà de Peggy Shippen, segona esposa de l'escriptor, s'intercala amb comunicació codificada d'Arnold.

La tinta invisible és aquella tinta que no es deixa veure en el paper en què s'ha escrit fins que no s'aplica el reactiu convenient, calor o agents químics. Tots els sucs vegetals que contenen goma, mucílag, albúmina o sucre —com el suc de ceba, de pera, de llimona, de taronja i de poma, entre altres— poden servir com tintes simpàtiques. La petjada incolora que deixen al principi es revela quan s'escalfa el paper. La solució extensa de clorur de cobalt, invisible en fred, reapareix amb el seu color verd o blau quan s'escalfa el paper. Quan es refreda, torna a desaparèixer. Una tinta simpàtica molt fàcil de preparar és la solució de prussiat groc, però n'hi ha prou tocar el paper escrit amb un segon paper impregnat de vidriol verd per veure reaparèixer el punt en el primer dels caràcters en blau. Aquesta tinta és indeleble. També és molt comuna la del suc de llimona o llet, on, en aplicar una mica de calor amb una espelma, es torna a tenir color.

## Història
Un dels primers escriptors a esmentar una tinta invisible és Enees Tàctic al segle iv aC. Ho esmenta en discutir com sobreviure sota el setge, però no indica el tipus de tinta que s'utilitzarà. Això formava part de la seva llista dels 20 mètodes diferents de comunicacions secretes en un llibre anomenat Sobre la defensa de les fortificacions. Una de les tècniques que implicava l'esteganografia consistia a perforar un petit forat a sobre o a sota de les lletres d'un document per explicar un missatge secret. Això no incloïa una tinta invisible, però els alemanys van millorar el mètode durant la Primera Guerra Mundial i la Segona Guerra Mundial. Van utilitzar tinta invisible i micropunts en lloc de punxades.
Filó de Bizanci podria ser el primer escriptor conegut que va descriure una tinta invisible utilitzant un reactiu al voltant del 217-218 aC, amb gallarites de roure i vitriol. Aquests ingredients s'utilitzaven per fer tinta ferrogàl·lica. La gent aviat va descobrir que podia escriure de manera invisible amb un dels ingredients i després fer que l'escriptura aparegués afegint l'altre. Plini el Vell i el poeta romà Ovidi van donar consells sobre l'ús de sucs de plantes i llet per escriure missatges secrets. Les llimones també van ser emprades com a tintes orgàniques pels àrabs cap al 600 dC, i durant el segle XVI a Europa.
A Giovanni Battista della Porta se li atribueix la primera recepta d'una tinta simpàtica, derivada de l'alum i el vinagre, així com el primer llibre sobre escriptura secreta i tintes invisibles, Magia Naturalis (1558, 1589). Des d'aleshores, una gran varietat de tintes invisibles s'han utilitzat per a tot tipus de finalitats secretes. James Jay va crear una fórmula semblant a la tinta ferrogàl·lica que va ser usada per George Washington i el Culper Spy Ring durant la Revolució Americana i el suc de llimona va ser usada pels 'Lemon Juice Spies'. Carl Muller i 4 alemanys més, que van morir per els seus esforços, ja sigui per suïcidi o execució, juntament amb John Hahn, un forner anglès durant la Primera Guerra Mundial. A la Segona Guerra Mundial, les solucions neutres o àcides de fenolftaleïna, un compost químic extret de les píndoles per al restrenyiment, es van utilitzar com a tinta invisible. És incolor però es torna rosa quan s'exposa a àlcalis com l'amoníac i el bicarbonat de sodi.